# Chaetodipus rudinoris
Chaetodipus rudinoris е вид бозайник от семейство Торбести скокливци (Heteromyidae).

## Разпространение
Видът е разпространен в Мексико и САЩ.